# سرکان فرات
سرکان فرات (انگلیسی: Serkan Fırat؛ زادهٔ ۲ مهٔ ۱۹۹۴) بازیکن فوتبال اهل ترکیه است.
از باشگاه‌هایی که در آن بازی کرده‌است می‌توان به باشگاه فوتبال کیکرز اوفنباخ اشاره کرد.